# Антсла
А́нтсла (эст. Antsla, уст. Анзль, Анцен) — город в волости Антсла уезда Вырумаа, Эстония. Является административным центром одноимённой волости. Не имеет муниципального статуса. 

## География и описание
Расположен на юго-востоке Эстонии у железной дороги Валга—Псков. Расстояние до административного центра уезда — города Выру — 27 километров. Высота над уровнем моря — 85 метров.
Климат умеренный. Официальный язык — эстонский. Почтовые индексы: 66401, 66402, 66403, 66404, 66405.

## Население
По данным переписи населения 2021 года, в Антсла насчитывалось 1249 жителей, из них 1229 (98,4 %) — эстонцы.
По данным переписи населения 2011 года в городе проживали 1402 человека, из них 1380 (98,4 %) — эстонцы.
Численность населения города Антсла:
| Год  | 1922 | 1926   | 1934   | 1959   | 1970   | 1979   | 1989   | 2000   | 2003   | 2011   | 2018   | 2019   | 2021   |
| ---- | ---- | ------ | ------ | ------ | ------ | ------ | ------ | ------ | ------ | ------ | ------ | ------ | ------ |
| Чел. | 920  | ↗ 1295 | ↗ 1558 | ↗ 2453 | ↘ 2211 | ↘ 1952 | ↘ 1688 | ↘ 1547 | ↘ 1502 | ↘ 1402 | ↘ 1312 | ↘ 1308 | ↘ 1249 |

## История
На землях хутора Хаука (в 1762 году упоминается крестьянин с именем Hauka Peter), принадлежавшего мызе Старо-Анцен (нем. Alt-Anzen-Schloß, Вана-Антсла, эст. Vana-Antsla mõis), в 1887 году была построена корчма Сиксяля (эст. Siksälä, нем. Haukakrug). Вокруг неё стало формироваться поселение, которое сначала называли Сиксяля, затем Хаука (эст. Hauka alev, в русских источниках 1900 года также упоминается как Гаука). В 1889 году рядом с поселением было завершено строительство железной дороги Валга—Псков, станция у которой на немецком языке стала назваться «Anzen» (Анцен — по названиям мыз Ново-Анцен (нем. Neu-Anzen, Вастсе-Антсла, эст. Vastse-Antsla mõis) и Старо-Анцен (Вана-Антсла)). В окрестностях поселения стали закупаться грунты под строительство, развивались малое производство и торговля. 
В 1918 году хутор был оккупирован немецкими войсками; здесь действовал подпольный революционный комитет, созданный Петром Амбетсом.
В 1920 году Антсла (Хаука) получил статус посёлка, в 1926 году название Хаука перестали использовать. В 1938 году Антсла получил статус города.
В период с 9 июля 1941 года по 14 августа 1944 года длилась немецкая оккупация Антсла; в результате войны было разрушено более половины города. 
В 1950—1959 годах Антсла был центром Антслаского района.
22 июня 1993 года город получил статус самоуправления, в 1999 году объединился в волостью Антсла и до административной реформы местных самоуправлений Эстонии 2017 года был её административным центром.
Слово haugas : hauka на выруском диалекте означает «ястреб», в качестве добавочного личного имени крестьянина использовалось как сравнение с птицей-хищником. Юго-восточная часть города носит название Виллалинн (эст. Villalinn, на карте примерно 1900 года есть название деревни Вилла).

## Инфраструктура
В городе есть детский сад, гимназия (в 2002/2003 учебном году 605 учеников, в 2009/2010 учебном году 457 учеников), музыкальная школа, почтовая контора, Дом культуры и спорта, библиотека, торговый центр, 3 продовольственных магазина, магазин товаров для дома, магазин строительных товаров, 2 кафе, 2 ресторана и паб. Через город проходит несколько волостных и уездных автобусных маршрутов. В помещениях бывшей городской больницы работает Центр семейных врачей, некоммерческая медицинская организация Antsla Haigla MTÜ (лабораторные исследования, физиотерапия, массаж, рентгенография и ультразвуковое обследование) и дом по уходу на 20 мест.
Железнодорожная станция Антсла прекратила работу в начале 2000-х годов.

## Экономика
Крупнейшие работодатели города по состоянию на 31 декабря 2019 года:
| Предприятие/организация          | Вид деятельности | Численность работников |
| -------------------------------- | --- | ---------------------- |
| Antsla Tarbijate Ühistu          | Розничная торговля в неспециализированных магазинах преимущественно продуктами питания, в том числе напитками, и табачными изделиями | 76                     |
| Antsla gümnaasium                | Гимназия | 66                     |
| Lusti lasteaed                   | Детский сад | 28                     |
| Antsla tervisekeskus             | Деятельность по уходу за престарелыми и инвалидами                                                                                   | 19                     |
| Taisto AS                        | Ремонт моторных транспортных средств                                                                                                 | 14                     |
| Antsla muusikakool               | Образование в сфере культуры и музыки                                                                                                | 11                     |
| Antsla Kultuuri- ja spordikeskus | Культурные центры и народные дома | 10                     |

Услуги общественного питания и ночлега предоставляет гостевой дом «Вески» (Veski Külalistemaja).

## Известные уроженцы
- Олев Оттович Яассон (16.04.1952 — погиб 24.10.1982, Афганистан) — советский лётчик, майор, лётчик первого класса, участник Афганской войны (1979—1989), эстонец по происхождению. Награждён Орденом Красной Звезды (посмертно)[18][19].

Олев Яассон родился в Антсла 16 апреля 1952 года. После окончания Качинского высшего военного авиационного училища лётчиков служил на Дальнем Востоке. В июле 1982 года был направлен в Афганистан. В октябре того же года, во время очередного боевого задания, его самолёт был поражён зенитной ракетой противника. К тому времени за плечами майора Яассона было уже более ста боевых вылетов. Имел наиболее высокое звание среди уроженцев Эстонии, павших в ходе боевых действий в Афганистане.

## Города-побратимы

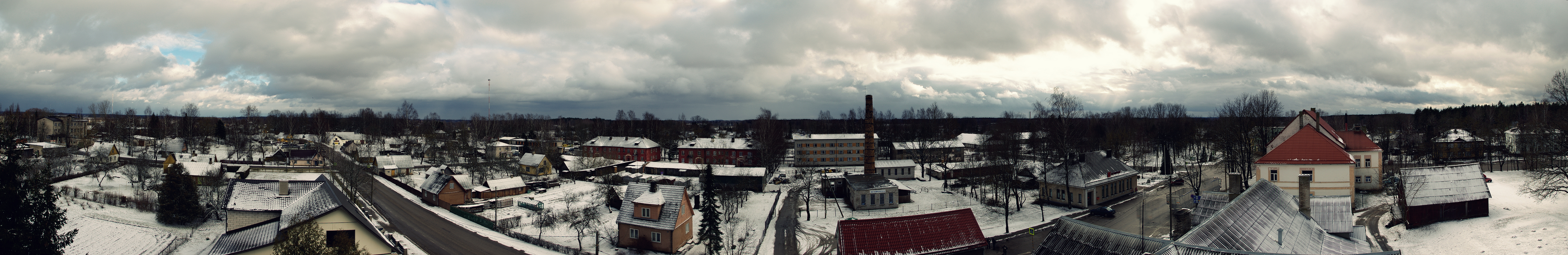
Панорама заснеженного города Антсла, март 2008 года

- Община Перхо,
- Город Уусикаупунки,

## Галерея

Город Антсла
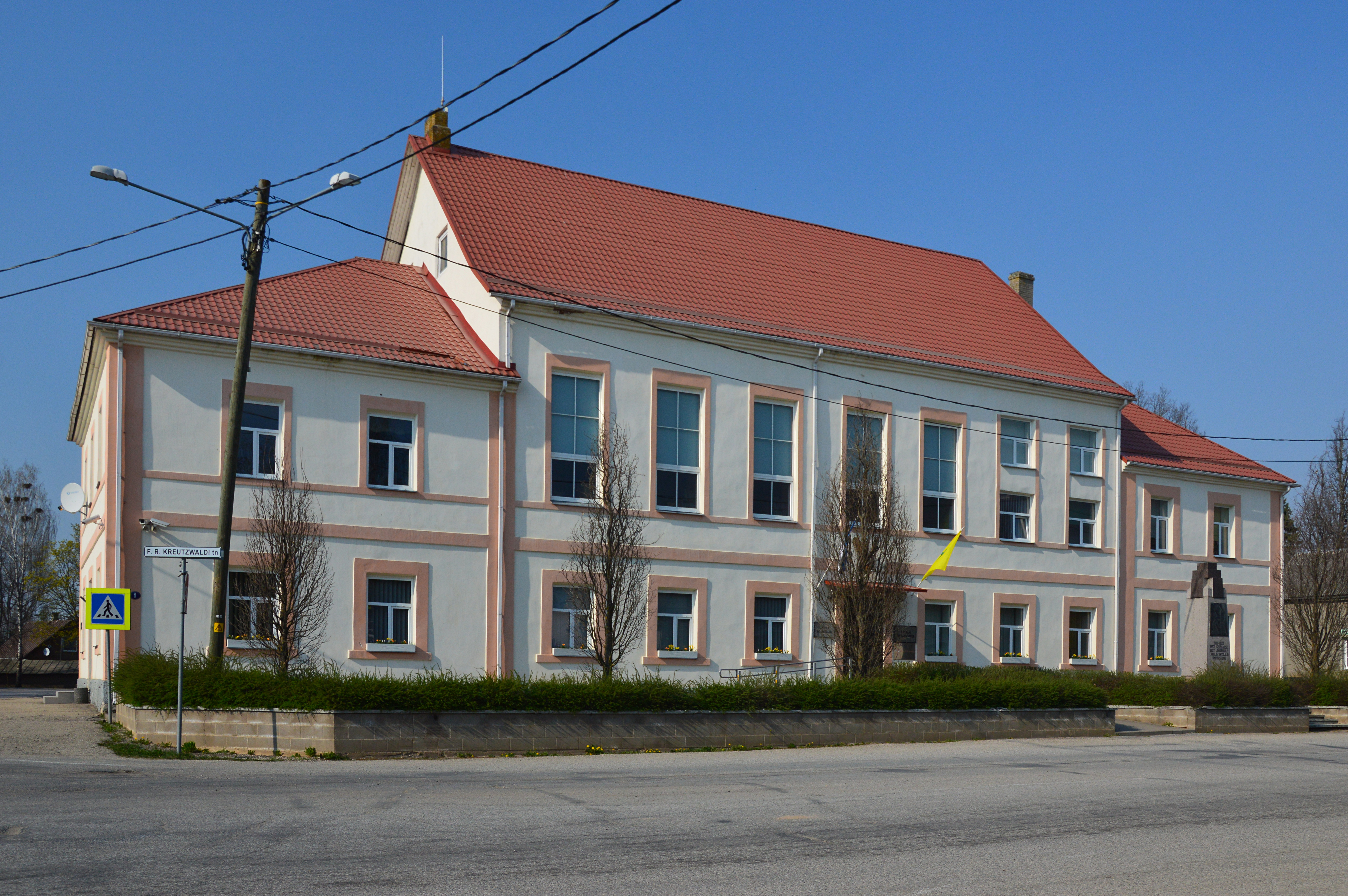
Здание волостной управы
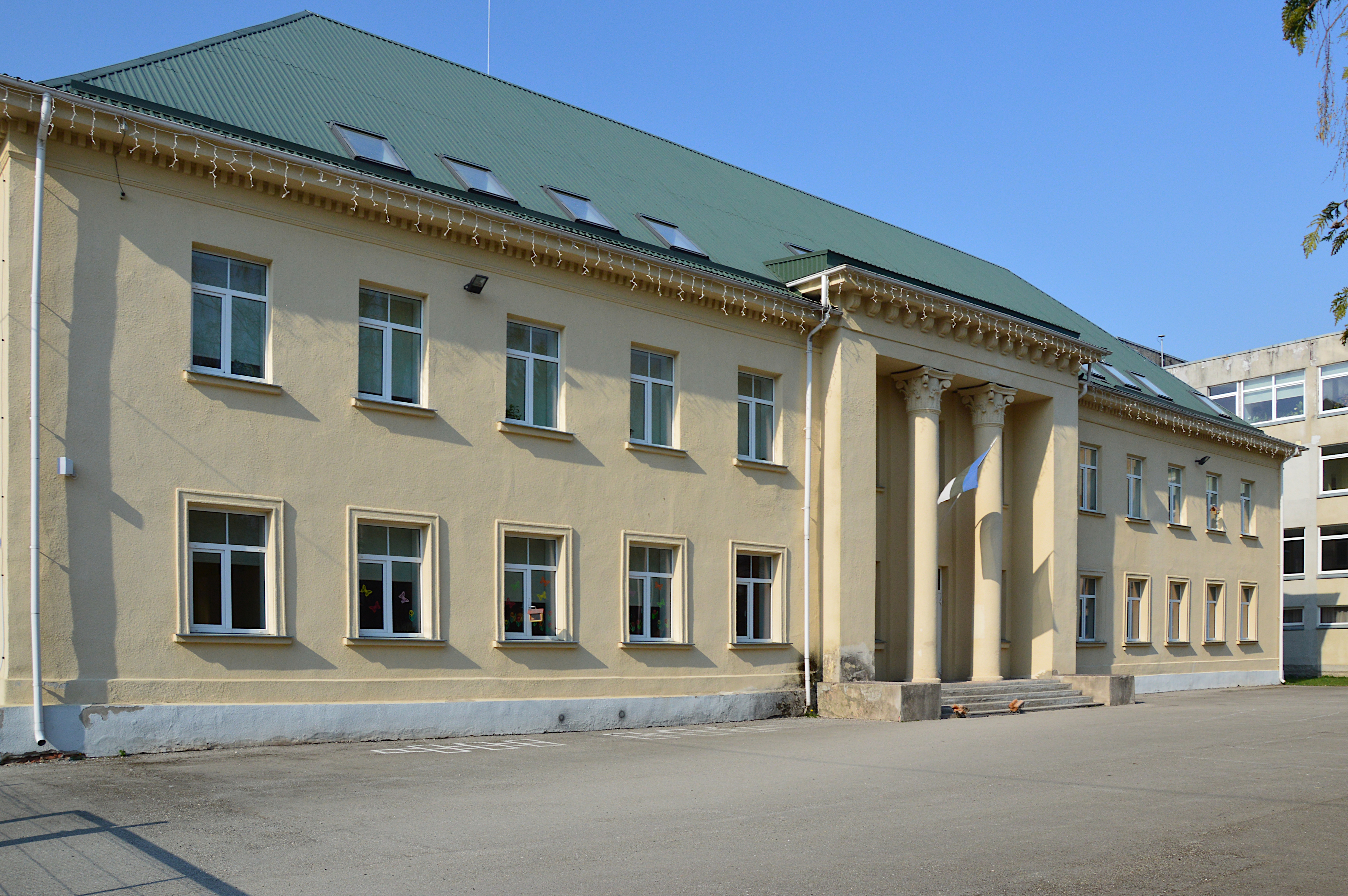
Гимназия
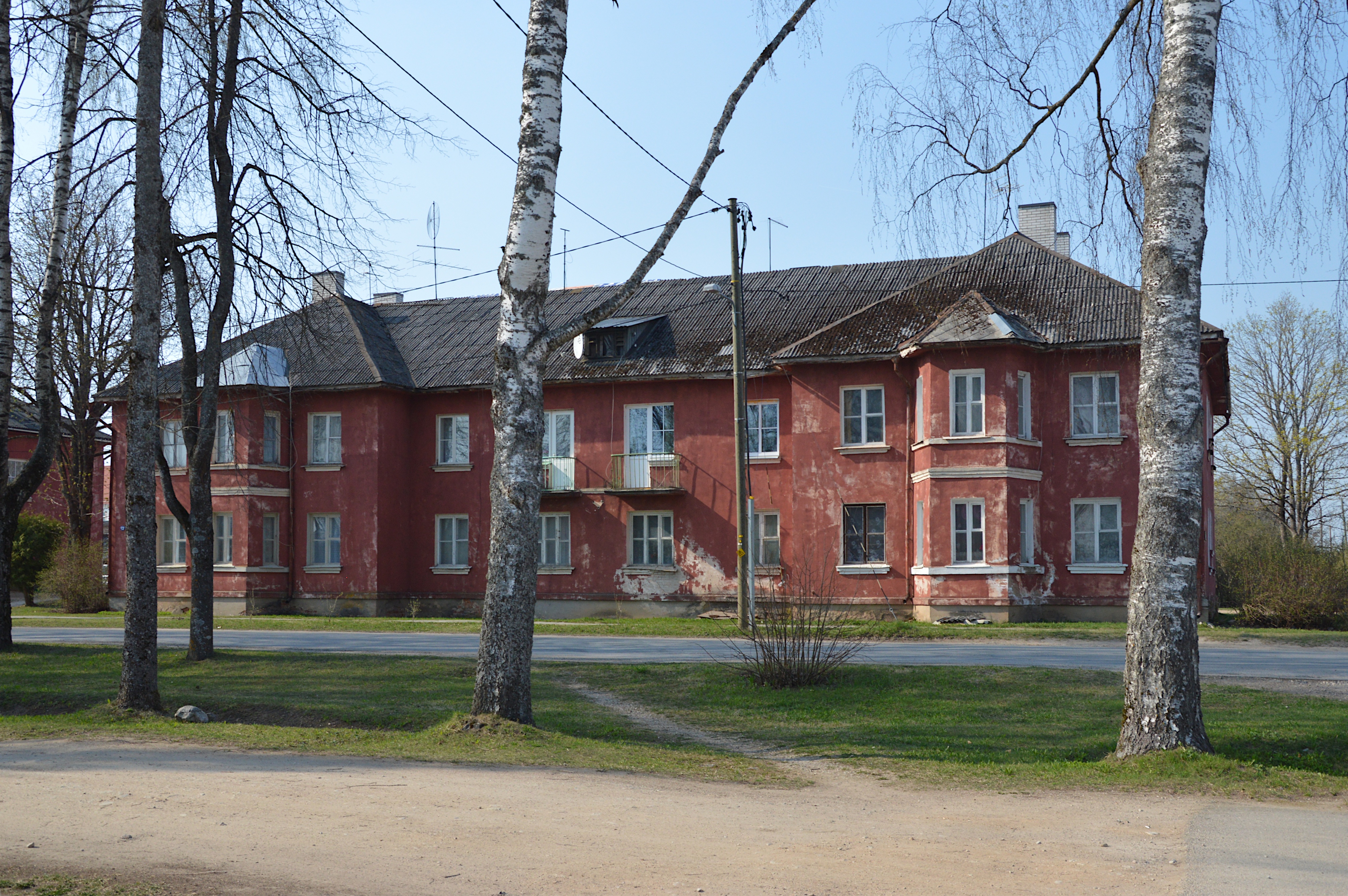
Жилой дом
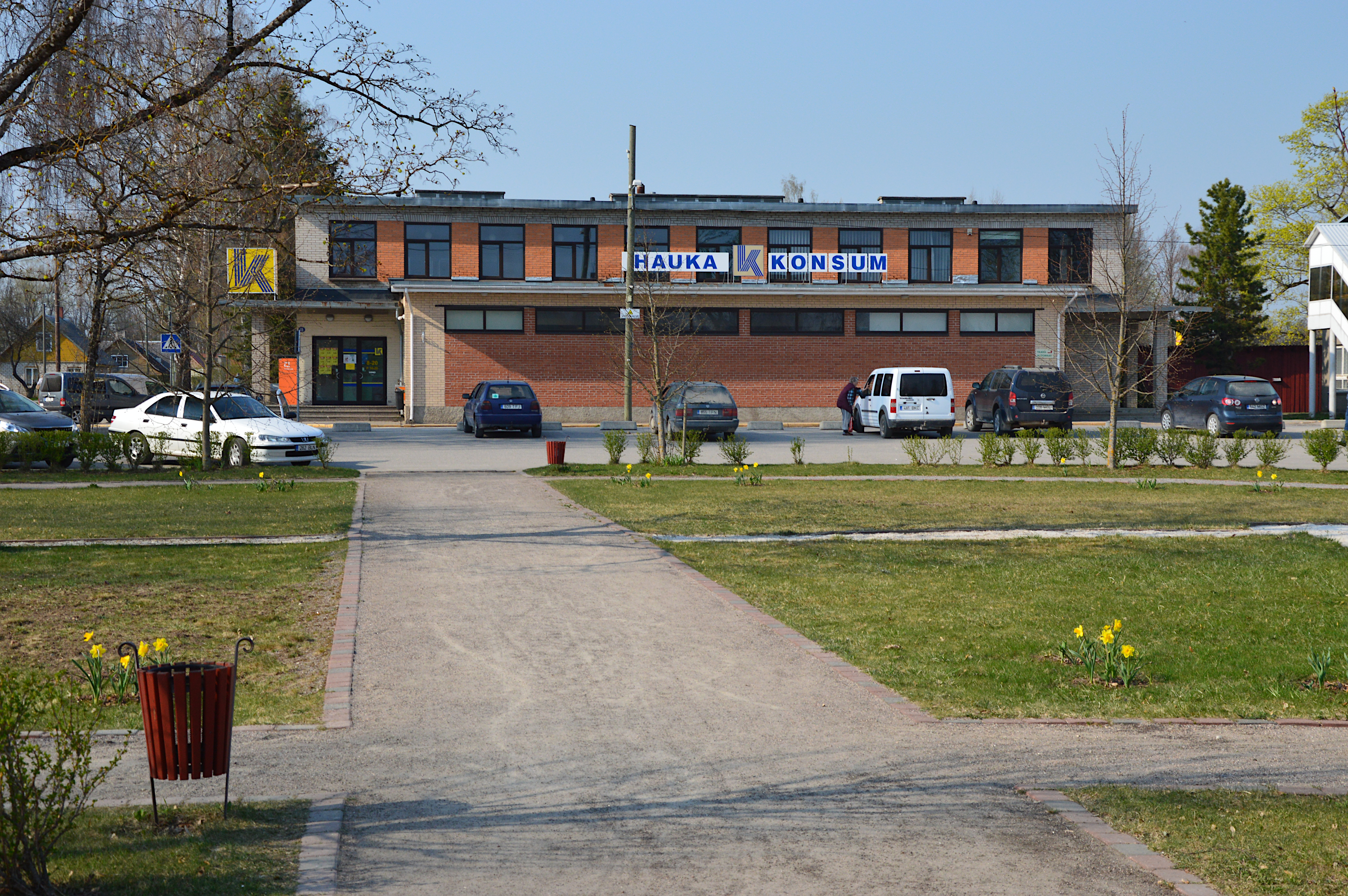
Продуктовый магазин
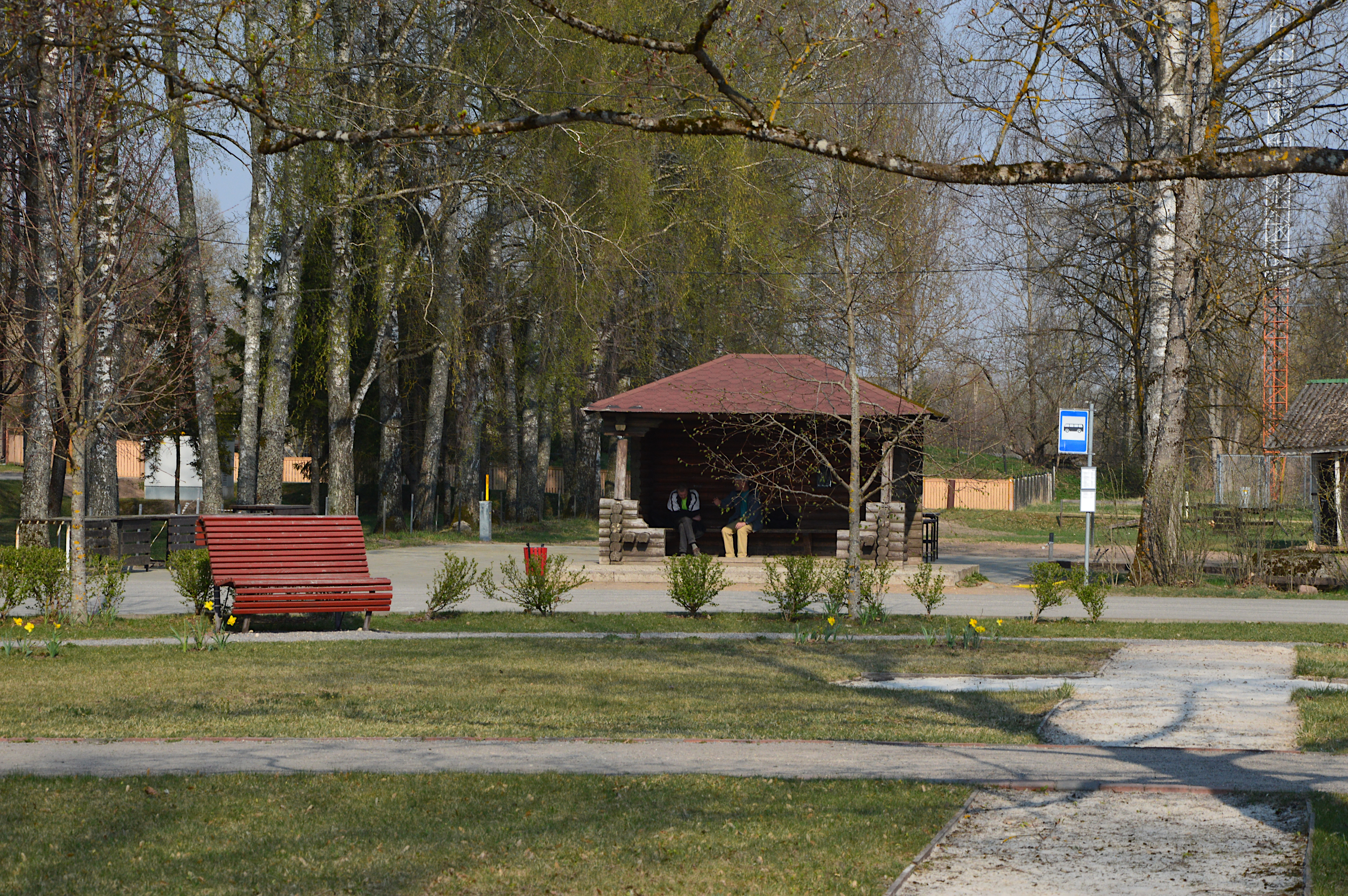
Автобусная остановка

## Комментарии
1. ↑  Эстонские топонимы, оканчивающиеся на -а, в русском языке не склоняются[9], а род получают по родовому слову, например, деревне присваивается женский род, хотя в эстонском языке нет категории рода.